# Mihalis Adamis
Mihalis Adamis (auch Michael Adamis und Michalis Adamis, griechisch Μιχάλης Αδάμης; * 19. Mai 1929 in Piräus, Griechenland; † 21. Januar 2013) war ein griechischer Musikwissenschaftler, Chorleiter und Komponist.

## Leben
Mihalis Adamis erhielt ab 1940 erste Unterrichtsstunden am Konservatorium in Athen. Er sang in verschiedenen Kinderchören mit byzantinischer Tradition. Zwischen 1955 und 1959 studierte er am Konservatorium in Piräus und erhielt ein Diplom in Byzantinischer Musik und Harmonielehre. Am Nationalkonservatorium in Athen studierte er bei Giannis Papaioannou Komposition und wurde in Kontrapunkt, Fuge und Komposition graduiert. Daneben studierte er an der Universität Athen Theologie. Darauf gewann er ein Stipendium zum Studium an der Brandeis University in Boston. Hier studierte er zwischen 1962 und 1965 Komposition, Electroakustische Musik und Paläographie in der Byzantinischen Musik. In Boston unterrichtete er Musik und leitete den Chor der Holy Cross School of Theology. Nach seiner Rückkehr nach Griechenland 1965 begründete er einen Workshop für elektronische Musik.
1950 gründete und leitete Adamis den Knabenchor der griechischen königlichen Palastkapelle. Zwischen 1965 und 1967 leitete er den Kammerchor Athen. Von 1968 bis 1999 leitete er die Musikabteilung und den Chor des Pierce College in Athen. 1991 half er bei der Gründung der Abteilung Musikwissenschaft der Ionischen Universität und wurde 1991 mit der Doktorwürde ausgezeichnet.
Er erhielt wiederholt Kompositionsaufträge internationaler Festivals und kultureller Organisationen. Seine Werke wurden vielfach aufgeführt und im Rundfunk gesendet. Seine Werke für Chor haben sich im Repertoire griechischer Chormusik etabliert. Neben seinem kompositorischen Schaffen wirkte er als Chorleiter und forschte als Musikwissenschaftler im Bereich der byzantinischen Musikwissenschaft.
1962 wurde Adamis das Kreuz in Gold (Χρυσός σταυρός) des griechischen Phönix-Ordens verliehen. 1964 und 1965 erhielt er den Samuel Wechsler Music Award der Brandeis University. Er war von 1971 bis 1977 Mitglied des Vorstands der GCU (Greek Composers’ Union). Bei der ESSM, der Griechischen Vereinigung für Zeitgenössische Musik, war er 1973 bis 1975 Vizepräsident und nach 1976 Präsident der ESSM und griechischen Sektion der Internationalen Gesellschaft für Zeitgenössische Musik. Er war Mitglied des künstlerischen Komitees des Staatsorchesters von Athen und des Vorstands der Griechischen Nationaloper GNO.

## Werke (Auswahl)

### Musikalische Kompositionen
Mihalis Adamis Schaffen umfasst über dreihundert Werke. Darunter befinden sich Kompositionen für Orchester, Instrumentalensembles, Soloinstrumente, Vokal- und Chorwerke. Daneben verwendete er multiple Medien und schuf reine elektroakustische Werke oder kombiniert mit Instrumenten oder Gesangsstimmen oder Chor. Er schrieb Kirchenmusik, Bühnenmusik und Musik fürs Fernsehen.
- Byzantine Passion für Chor, 1967, eingespielt beim Label ΕΙΡΜΟΣ[3]

- Gennesis, 1968 Das Ballett wurde in der Saison 1977/78 von der Griechischen Nationaloper in einer Choreographie von Zouzou Nikoloudi aufgeführt.[1]
- Apocalypsis, für Chorgruppen, Erzähler und elektronische Musik, 1967
- Tetelestai für Psaltis, Chor und elektronische Musik, 1971
- Kratema für Stimme, Oboe, Tuba und elektronische Musik, 1971
- Orestes, 1972
- Photonymon für Psaltis, Chor und traditionelle Perkussionsinstrumente, 1973
- Hirmos für sechs Solostimmen, 1975
- Quartet für Flöte und Streichtrio, 1977
- Nyfiatica – Bridal, Liederzyklus für Chor, 1979
- Evolutiones für Orchester, 1980
- Koitica, Liederzyklus für Chor, 1982
- Rodanon für Psaltis, byzantinischen Chor und Instrumentalensemble, 1983
- Prometheion für Chor, 1983
- Epallelon für Orchester, 1985
- Alloiostrofa, 1986
- In Bethleem für Chor und Orchester, 1988
- Kalophonikon für Saxophonquartett, 1988
- Eptaha für Klarinette und Viola, 1989
- Hiotica, Liederzyklus für Chor, 1989
- Nine Yirismata für Klavier, 1989
- 7 Automela für Streichorchester, 1990
- Paga Laleousa – Purling Spring für Holzbläserquintett, 1992
- Os Thesavron für Chor und Kammerorchester, 1993
- Visions from the Apocalypse für Bariton und chamber orchestra, 1993
- En Yi Erimo – On Desert Land für Posaune und Schlagzeug, 1994
- Moiroloi tis Panayias – Virgin Mary’s Lament für Chor, 1994
- Hellenion für Holzblasinstrumente, 1995
- Theoptia für zwei Psaltes, gemischten Chor und Orchester, 1997
- Mayema I Fysis – Magic is Nature für Sopran und Holzbläserquintett, 1998
- Nefeli Fotini – Bright Cloud für achtstimmigen gemischten Chor, 1998
- Kymorroos  für Orchester, 2001
- Restless Geology für Orchester, 2002
- Tis Avyis – Of Dawn für Chor, 2003

### Musikwissenschaftliche Arbeiten
- Liturgie der drei Jünglinge im Feuerofen, Transkription und Rekonstitution des einzigen mit Text und Musik überlieferten ostkirchlichen Originals[2]
- An Example of polyphony in Byzantine music of the late Middle-ages. In: Report of the 11th congress Copenhague 1972 OCLC 843031331 Aineite, Entdeckung und Transkription der ältesten, zweistimmigen, polyphonen spätmittelalterlichen, byzantinischen Komposition von Manuel Gazis, 1972 beim 11th Congress of the International Musicological Society in Kopenhagen veröffentlicht.[4]

## Einspielungen
- Byzantine Passion für Chor,  eingespielt beim Label ΕΙΡΜΟΣ, 1974[3]1967,
- Michael Adamis – A Selection of Electroacoustic Works 1964–1977, Rekem Records, 2013
- Michael Adamis – Music for Saxophones, Athens Music Society, 2011